# Vidyasagar Setu
El puente [de] Vidyasagar o Vidyasagar Setu —«Setu» es una transliteración de सेतु, palabra en sánscrito/hindi que significa 'puente'.—, también conocido como segundo puente [sobre el río] Hugli, es un puente atirantado de India que cruza el río Hugli, uniendo las ciudades de Calcuta y Howrah (en el estado de Bengala Occidental). Inaugurado en 1992, es un puente carretero de peaje, con seis carriles y 822,96 m de longitud. Fue el primer puente atirantado de la India en el momento de su inauguración —y el sexto puente atirantado más largo del mundo—, siendo aún ahora (junio de 2025) el puente atirantado más largo del país  y el cuarto con el vano más largo (457,2 m). Fue el segundo puente que se construyó sobre el Hugli en la región metropolitana de Calcuta y recibió su nombre en honor al reformador educativo pandit Ishwar Chandra Vidyasagar. El proyecto tuvo un costo de construcción de ₹388 crore y fue un esfuerzo conjunto entre los sectores público y privado, bajo la supervisión de la Comisión del Puente del Río Hugli (Hooghly River Bridge Commissioners, HRBC).
La importancia del puente ha aumentado considerablemente desde que en 2013 la Secretaría de Estado de Bengala Occidental trasladó sus oficinas a Nabanna, un edificio ubicado junto al puente en el lado de Howrah.
Inicialmente, bajo el régimen de cobro de peajes de la HRBC, el tráfico diario registró un mínimo de 28.000 vehículos y un máximo de 39.000 en el año 2000, pero disminuyó a un máximo de alrededor de 30.000 vehículos en diciembre de 2002, cuando la gestión de la plaza de peaje se transfirió a una empresa privada. Posteriormente, el tráfico diario alcanzó un mínimo de 45.000 vehículos y un máximo de 61.000 a principios de 2008, frente a una capacidad máxima de 85.000 vehículos al día. La gestión original de la recaudación de peajes por parte de la HRBC fue criticada por corrupción y una pérdida significativa de ingresos.

## Historia

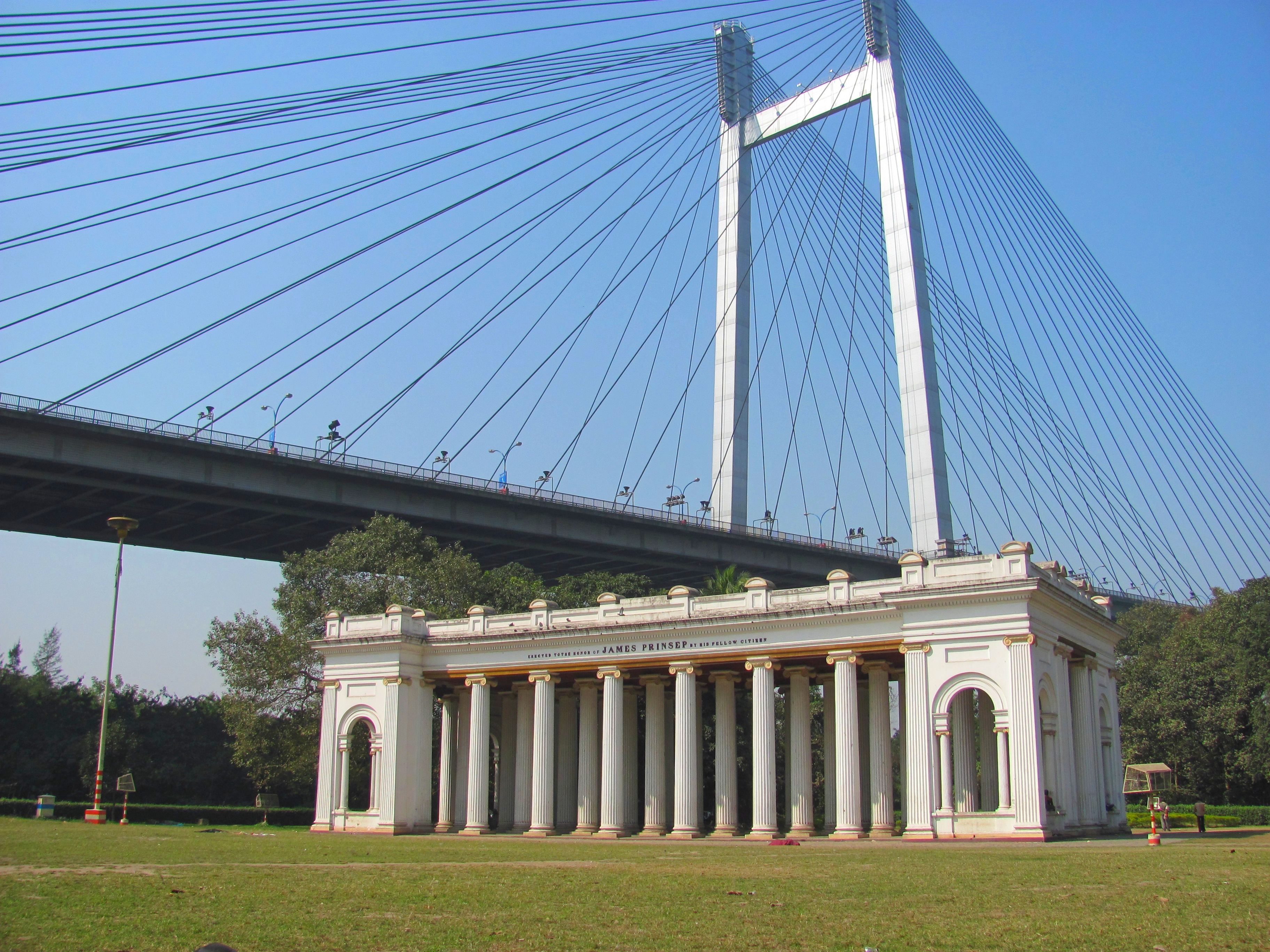
El puente visto con el Prinsep Ghat

La población y la actividad comercial crecieron rápidamente tras la independencia de la India en agosto de 1947. El único enlace a través del río Hugli, el puente Howrah entre Howrah y Calcuta, sufría una gran congestión vehicular, con más de 85.000 vehículos diarios. Esto requirió la planificación de un nuevo puente sobre el río para conectarlo con las principales ciudades de Mumbai (Bombay), Delhi y Chennai (Madras)  a través de las carreteras nacionales cercanas.
La primera piedra del puente fue colocada por el Congreso Nacional Indio (INC) en 1972. En ese momento, la honorable primera ministra de la India era Smt. Indira Gandhi y el honorable ministro principal de Bengala Occidental era Shri Siddhartha Shankar Ray. El puente tardó 20 años en completarse y costó ₹ 3.88 mil millones (equivalente a ₹ 30 mil millones o US$350 millones en 2023), pero durante siete de esos años no hubo actividad de construcción.  El puente lleva el nombre del reformador educativo bengalí del siglo XIX pandit Ishwar Chandra Vidyasagar. El trabajo en el puente atirantado comenzó con la construcción del bordillo del pozo en la orilla de Calcuta el 3 de julio de 1979.
Hay otros tres puentes sobre el río Hugli que conectan Calcuta con el distrito de Howrah: Vivekananda Setu, construido en 1930 (puente de carretera y ferrocarril), el primero en ponerse en servicio, y que se había vuelto viejo y necesitaba reparaciones; el puente Howrah, un puente en ménsula puesto en servicio en 1943, desde 1965 renombrado como Rabindra Setu (en honor al premio Nobel Rabindranath Tagore); y Nivedita Setu (nombrado en honor a la Hermana Nivedita), también conocido como el Segundo Vivekananda Setu, que está a 50 m río abajo del antiguo Vivekananda Setu y se puso en servicio el 4 de junio de 2007. Kona Expressway y Vidyasagar Setu experimentaron un aumento exponencial en el volumen de tráfico en un par de años. Más de 100.000 vehículos toman la autopista para llegar a Calcuta a través de Vidyasagar Setu.

## Construcción

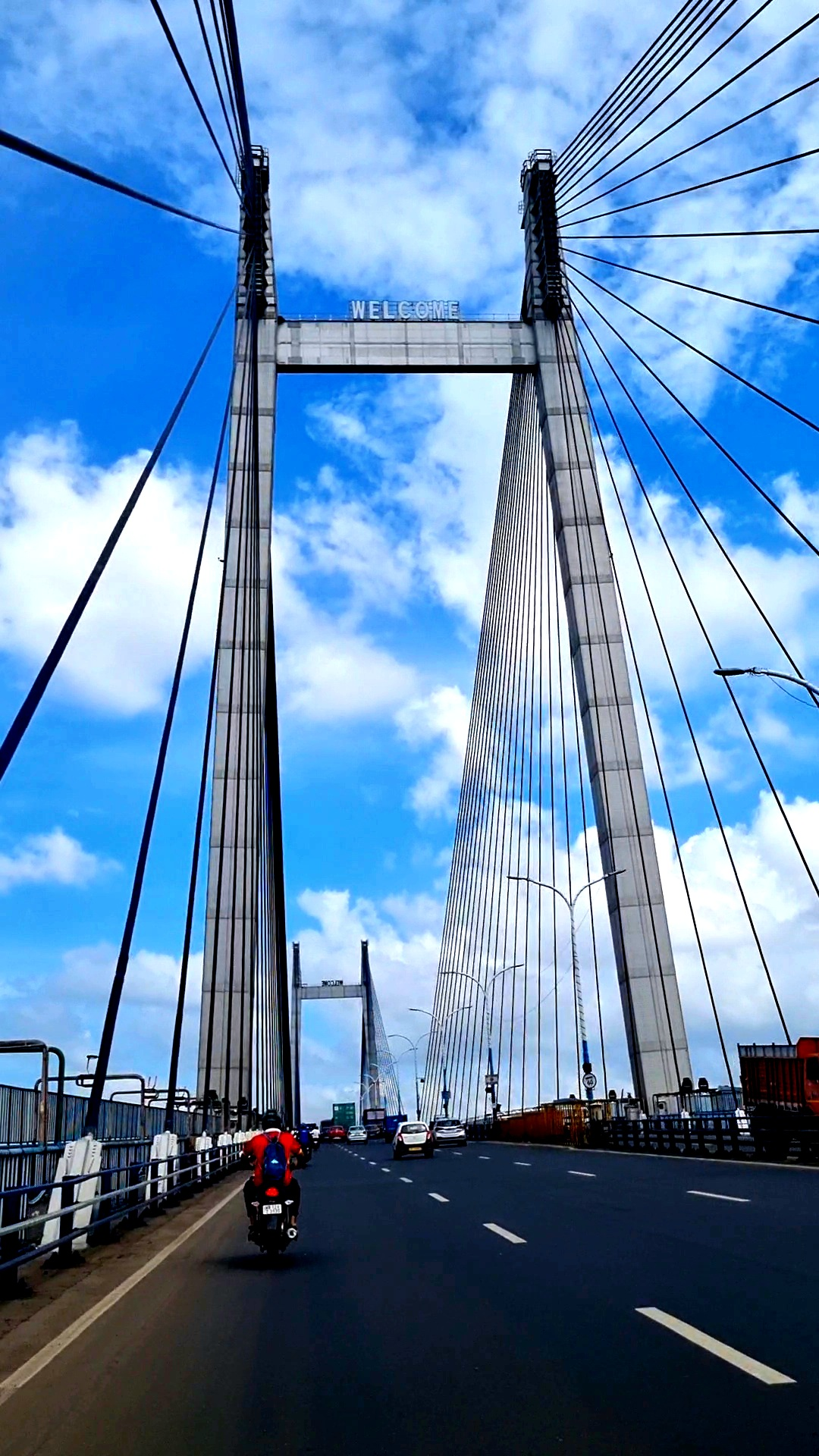
Vidyasagar Setu en julio de 2023

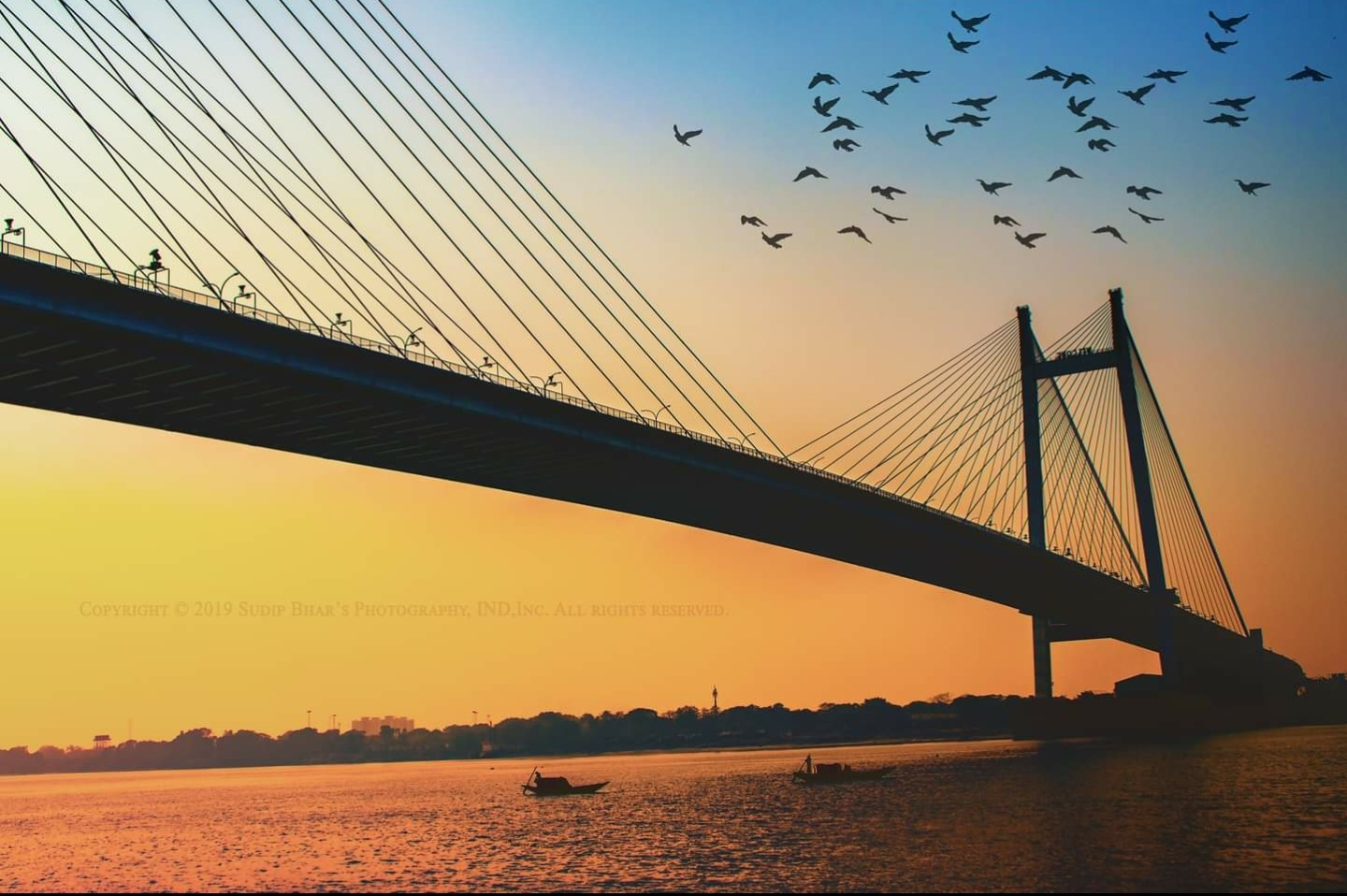
Vidyasagar Setu desde Prinsep Ghat

El puente fue diseñado por Schlaich Bergermann & Partner y supervisado por Freeman Fox & Partners y Bharat Bhari Udyog Nigam Limited. La construcción estuvo a cargo del consorcio «The Braithwaite Burn and Jessop Construction Company Limited» (BBJ). La Comisión del Puente del Río Hugli (HRBC) fue responsable de la puesta en servicio del puente. La construcción comenzó el 3 de julio de 1979 y el puente fue puesto en servicio el 10 de octubre de 1992 por la Comisión del Puente del Río Hugli.

## Características arquitectónicas

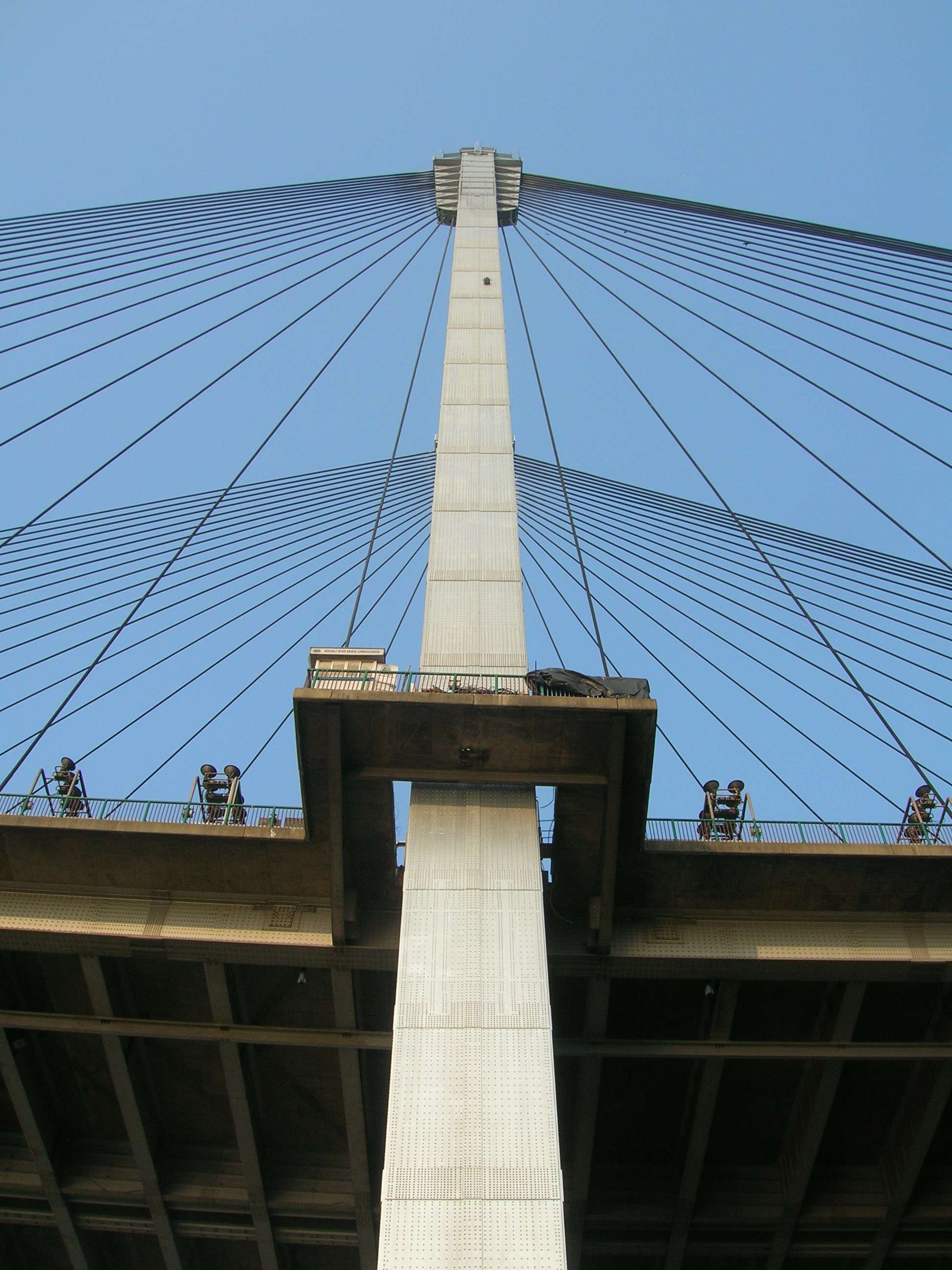
Uno de los cuatro pilones del Vidyasagar Setu

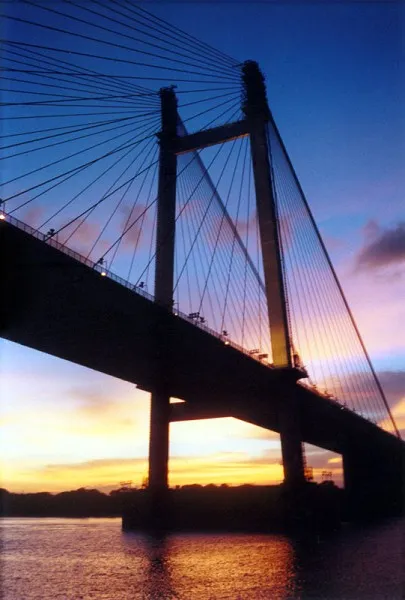
Vidyasagar Setu en 2002

Vidyasagar Setu es un puente atirantado, con 121 cables en disposición de abanico, construido con pilones de acero de 127,62 m de altura. Con una longitud total de 823 m,  Vidyasagar Setu es el puente atirantado más largo de la India (el tercer puente Narmada, más largo, en Guyarat es un puente extradosado). El tablero compuesto está hecho de hormigón reforzado con acero con dos calzadas. El ancho total del puente es de 35 m, con 3 carriles en cada dirección y una acera de 1,2 m) de ancho a cada lado. El tablero sobre el vano principal tiene 457,20 m de largo. Los dos tramos laterales están soportados por cables paralelos y tienen una longitud de 182,88 m. Vidyasagar Setu es un puente de peaje. Tiene capacidad para más de 85.000 vehículos al día.
El diseño del puente difiere ligeramente de otros puentes, que son de construcción mixta para cargas vivas. La diferencia radica en el concepto de diseño adoptado para cargas muertas para este puente y en el hormigonado de los tramos laterales realizado con el soporte del caballete intermedio. El tablero está diseñado con una estructura reticular de vigas. Un juego de vigas se ubica en los extremos y otro en el centro, arriostradas por vigas con una separación promedio de 4,2 m entre ejes.
Una grúa de tablero se utilizó para la construcción del tramo principal del puente. Una grúa especialmente diseñada con capacidad para 45 toneladas se utilizó para erigir los pilones del puente. El acero estructural utilizado en el puente pesa alrededor de 13.200 toneladas. Los pilones, que tienen 128 m de altura, están diseñados como pórticos independientes. Están provistos de dos travesaños transversales, uno en la parte inferior y otro en la parte superior, debajo de la cabeza del pilono. El tablero está conectado a los pilares de los extremos mediante pernos incrustados en las cámaras de los pilares. Los pilones hechos de cajas de acero de 4 m × 4 m de construcción remachada se levantaron en los dos tramos laterales del puente; un juego está en el lado de Calcuta y el otro en el lado de Howrah. Los seis pilones en el lado de Calcuta del puente se instalaron utilizando grúas de 75 y 50 MT, mientras que en el extremo de Howrah, se utilizó una sola grúa de 50 MT. El anclaje del pilono a la base de los pilares se efectuó mediante tirantes anclados en los pilares. Los cables se erigieron desde las cuatro cabezas de los pilonos con la ayuda de 32 marcos de elevación. Los marcos de elevación se montaron en la parte superior de cada pilono. Se utilizaron bloques de polea, cabrestantes y bloques de arranque para facilitar la elevación, y los cables dentro de los pilones se tensaron con gatos. Se realizó lechada a presión para rellenar los huecos entre el cable y los tubos de polietileno de alta densidad (high-density polyethylene, HDPE). Una grúa torre de dos toneladas, fijada dentro de los pilones, elevó los cables a su posición.

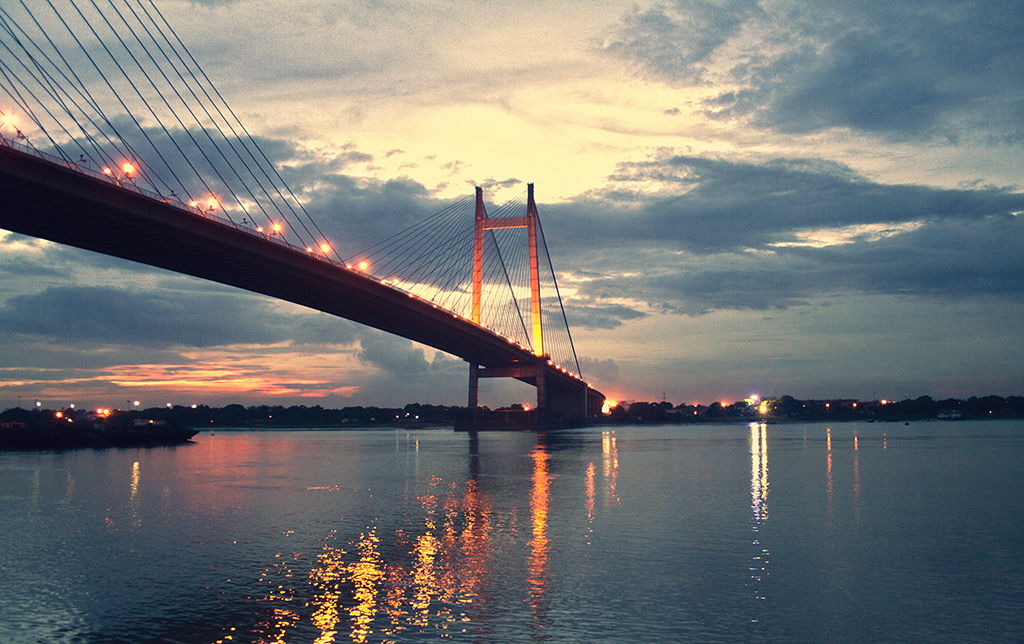
El puente iluminado en la noche

Prototipos del puente se han sometido a pruebas en un túnel de viento en el Instituto Indio de Ciencias de Bangalore. Se utilizan cojinetes en direcciónes vertical y horizontal, con collarines inyectados en cuatro segmentos en los dos pilares de los extremos y apoyos horizontales en los dos pilares centrales para lograr estabilidad contra el movimiento lateral. Se instalaron juntas de expansión Maurer AG  para permitir una expansión horizontal de 400 mm en los extremos libres.  Se utilizaron juntas de expansión de tipo sello de losa de extremo fijo de 115 mm para la expansión horizontal de las juntas.  Otros componentes esenciales de la estructura del puente son los pasamanos, los pararrayos, las barreras de seguridad, las estructuras de soporte del servicio de gas, las líneas telefónicas y eléctricas, los ascensores en los pilones y un pórtico de mantenimiento.

## Planes post-construcción

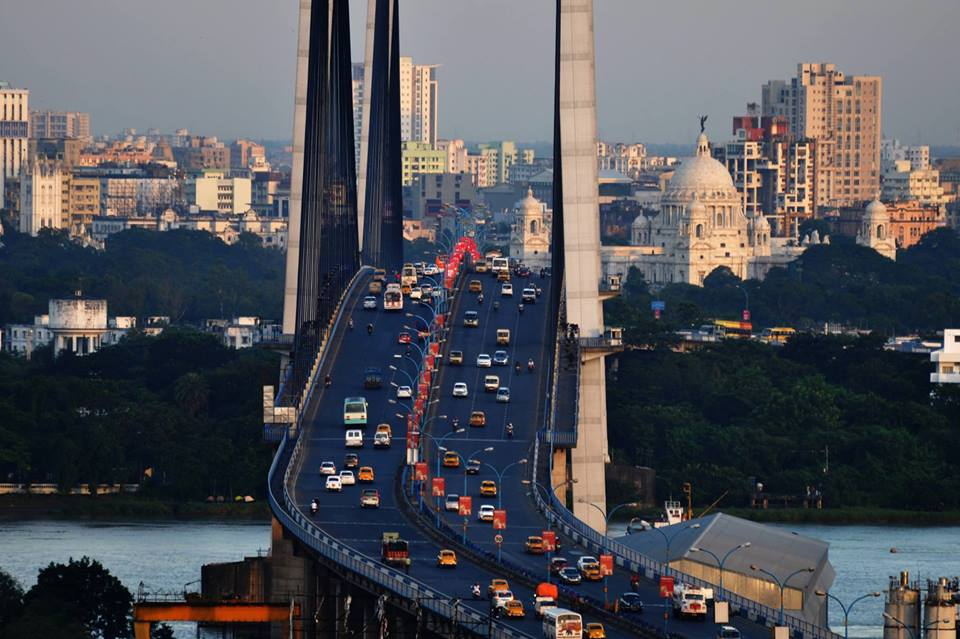
El puente con Calcuta al fondo

A lo largo de los años, se han producido varios accidentes en el puente, lo que ha provocado congestiones de tráfico y, en ocasiones, el cierre del puente durante varias horas. Para aliviar la congestión de tráfico en la entrada del puente, la Comisión del Puente del Río Hugli (Hooghly River Bridge Commissioners, HRBC) planea construir dos rampas de entrada y salida unidireccionales. Estas tienen una disposición semicircular con alas laterales, lo que facilitará el flujo de tráfico antes de la plaza de peaje en las carreteras que conducen a la estación de tren de Howrah. También se planea mejorar la iluminación del puente mediante la instalación de lámparas led y reflectores que cubran los cuatro pilones, los tramos del puente, los cables y la parte inferior del tablero. Se programó la introducción de un sistema cobro electrónico de peajes para 2014, para ayudar a mejorar el flujo de tráfico a través del puente.
Las proyecciones de tráfico para el puente en la etapa de planificación no se han alcanzado. Un estudio de tráfico realizado durante una semana en junio de 2012 registró un tráfico de 29.000 vehículos en el puente, en comparación con los 85.000 proyectados. Un estudio realizado durante el mismo período en junio de 2012 indicó una cifra de 31.865 vehículos, aunque el ingeniero de tráfico y transporte correspondiente informa que la tasa de aumento del tráfico ha sido del uno por ciento anual, según los estudios de tráfico realizados desde la puesta en servicio del puente. La disminución del tráfico durante 2012 se atribuye al efecto pico del monzón durante el período del estudio.